# 河北塞罕坝国家级自然保护区
河北塞罕坝国家级自然保护区是位于中国河北省承德市围场满族蒙古族自治县，以河北省塞罕坝机械林场为基础建立的一个国家级自然保护区。
主要保护对象为森林-草原交错带自然生态系统及其天然植被群落，滦河、辽河重要水源地及珍稀濒危野生动植物资源，属森林生态系统类型自然保护区。

## 历史
1962年，中华人民共和国林业部在清代皇家猎场——木兰围场中心地带塞罕坝，建立塞罕坝机械林场。1993年5月，林业部批准，以林场设立“河北木兰围场国家森林公园”。总面积不变，为9.4万公顷。日后，森林公园范围缩减至1.9万公顷:53。
2002年10月，经河北省人民政府批准，建立河北塞罕坝省级自然保护区。河北省机构编制委员会批准成立河北塞罕坝省级自然保护区管理处，属国家公益性正处级事业单位。
2007年4月，中华人民共和国国务院批准，晋升为国家级自然保护区。其后，国家环境保护总局文件公布保护区面积、范围及功能分区等。晋级后，河北省编办批准河北塞罕坝省级自然保护区管理处更名为河北塞罕坝国家级自然保护区管理局，与河北省塞罕坝机械林场一个机构两块牌子。
2010年时，保护区管理局实行三级行政管理体系，即管理局、管理站、管护点。局一级设核算。管理局下设办公室、保护科、科研科、计财科、公安分局。设置6个管理站、12个管护点、2个检查站和2个哨卡。管理局人员编制为57人。

## 地理

### 总面积
2007年国家环境保护总局文件提及，塞罕坝国家级自然保护区总面积20029.8公顷，核心区面积7213.31公顷，缓冲区面积6083.89公顷，实验区面积6732.60公顷。保护区范围在东经116°53′—117°31′，北纬42°22′—42°31′之间。
东以塞罕坝机械林场阴河林场的三道沟起，经亮兵台至北曼甸林场的石庙子为界；南从阴河林场三道沟起，向西经千层板林场头道沟、南沿子窑、羊场，三道河口林场羊肠河、果园至西路口，以与御道口牧场草原湿地自然保护区北区界为界；西北面从三道河口西路口起，经三道河口、二道河口、千层板林场南沿子窑、北曼甸林场四道沟与石庙子止，与内蒙古自治区多伦县、克什克腾旗接壤的吐里根河和县（旗）界为界。